# Echeveria bifurcata
Echeveria bifurcata là một loài thực vật có hoa trong họ Crassulaceae. Loài này được Rose miêu tả khoa học đầu tiên năm 1909.